# Larisa Pankova
Larisa Olegovna Pankova (em russo:  Лариса Олеговна Панкова; nascida em 12 de maio de 1991) é uma ciclista russa, que competiu nos Jogos Olímpicos de Verão de 2012 representando Rússia. Ela terminou em trigésimo oitavo lugar na prova de estrada individual.